# 李中华 (足球运动员)
李中华（1958年9月28日—），上海人，是已经退役的中国足球运动员。
李中华身高1米68，但是速度奇快，善于突破传中，技术非常全面，场上主要出任右边锋。他17岁就从上海少体校进入上海青年队，18岁就进入上海一队，此后长期占据主力，并担任队长，外号“小头”。1982年获得甲级联赛优秀射手称号，1983年第五届全运会获得最佳右边锋。退役后他开设公司经商。

## 外部連結
- 上海市体育局简介[永久]